# The Caligula Effect
The Caligula Effect  é um jogo eletrônico desenvolvido pela Aquria. Foi lançado para o PlayStation Vita no Japão em junho de 2016 e para o Atlus USA na América do Norte e Europa em maio de 2017. Um remake do jogo, The Caligula Effect: Overdose, foi lançado para o PlayStation 4 no Japão em maio de 2018, e mundialmente pela NIS America em março de 2019 para o PlayStation 4, Nintendo Switch e Microsoft Windows. Uma adaptação em anime de mesmo nome estreou em abril de 2018.

## Jogabilidade
The Caligula Effect é um jogo de RPG com combate baseado em turnos em ambientes de masmorra. O combate é desencadeado ao encontrar personagens inimigos durante a exploração da masmorra. Uma parte pode consistir em quatro personagens jogáveis no máximo. Existem 9 personagens principais que podem ser usados na festa à medida que a história avança. Qualquer NPC pode ser recrutado para o grupo após obter a associação de nível 2 ou superior. Três comandos podem ser encadeados por turno para cada membro do grupo e podem pré-visualizar seu efeito antes de iniciar. Os jogadores podem aumentar a associação com outros NPCs interagindo com eles. Certos NPCs não são acessíveis até que seja obtida uma associação específica de NPCs. Depois de atingir uma certa quantidade de associação, as missões secundárias são desbloqueadas para NPCs específicos.

## Premissa
The Caligula Effect é ambientado em um programa de realidade virtual conhecido como "Mobius", criado para que as pessoas possam escapar da dor em suas vidas e viver em um cenário idílico do ensino médio, forçadas a viver seus 3 anos indefinidamente. O protagonista principal é o de um grupo que percebe que eles estão em um mundo virtual e formam o "Go-Home Club", um grupo dedicado a escapar de Mobius e seu programa superintendente divino, um programa vocal chamado "μ". Eles se opõem aos "Ostinato Musicians", um grupo que apóia μ e vê o Go-Home Club como traidores.

## Desenvolvimento
The Caligula Effect foi desenvolvido pela FuRyu e publicado mundialmente pela Atlus USA. Foi dirigido por Takuya Yamanaka, com desenhos de personagens de Oguchi. Foi escrito por Tadashi Satomi, que trabalhou anteriormente nos três primeiros jogos da série Persona - Revelations: Persona, Persona 2: Innocent Sin e Persona 2: Eternal Punishment. A música foi escrita pelo ex-compositor da série Megami Tensei, Tsukasa Masuko, e a música tema é executada por um grupo de três pessoas: Eriko Nakamura, Emi Nitta e Yuka Ōtsubo. Os desenvolvedores definem Calígula como um "RPG juvenil de próxima geração", enfocando a patologia e o trauma modernos.
Dizia-se que os personagens violavam uma variedade de tabus, com Satomi especificamente criando um que a equipe estava inicialmente querendo evitar. O título deriva do termo psicológico "efeito Calígula", referindo-se ao querer ver e fazer coisas proibidas. Apesar de sua proeminência e se ligar à experiência de jogo, a palavra em si não é mencionada no contexto do jogo.
O jogo foi anunciado pela primeira vez em 23 de fevereiro de 2016 na edição da semana da Famitsu, juntamente com a data de lançamento. Na época em que foi anunciado, estava 50% concluído. Um teaser trailer e as primeiras imagens foram divulgadas logo após o anúncio inicial.

## Lançamento
O jogo foi lançado pela FuRyu para o PlayStation Vita no Japão em 23 de junho de 2016, e foi lançado pela Atlus USA na América do Norte em 2 de maio de 2017, e na Europa em 9 de maio. Inicialmente, a Atlus USA não descartou uma liberação física do The Caligula Effect através de Limited Run Games, mas acabou decidindo contra ele. Uma adaptação em anime, Caligula, estreou no Japão em abril de 2018.
Em novembro de 2017, um remake intitulado The Caligula Effect: Overdose foi anunciado. Foi lançado no Japão para o PlayStation 4 em 18 de maio de 2018 e pela NIS America para o PlayStation 4, Nintendo Switch, Microsoft Windows na América do Norte em 12 de março de 2019 e na Europa em 15 de março de 2019. O remake apresenta visuais atualizados usando o Unreal Engine 4, um novo protagonista jogável, novos finais e mais personagens de apoio.

## Recepção
The Caligula Effect recebeu "críticas mistas ou médias" dos críticos, de acordo com o agregador de revisão Metacritic. Famitsu marcou o jogo a 30 de 40 classificação, com 8/7/8/7 de 10 repartição entre os quatro revisores. Josh Tolentino da Destructoid deu o jogo 4/10, elogiando a nova ideia e o sistema de batalha do jogo, mas criticou o sistema de ligação de caracteres superficial, a longa duração das batalhas e o fraco desempenho do jogo no PlayStation Vita.
Foi o segundo videogame mais vendido no Japão durante a semana de abertura, com 31.243 cópias vendidas. Durante sua segunda semana, caiu para o 11º lugar, com um adicional de 7.289 cópias vendidas. A versão PlayStation 4 vendeu 20.399 cópias em sua primeira semana à venda no Japão, colocando-a inicialmente na tabela de vendas de todos os formatos.